# Rio Despeñaperros
O rio Despeñaperros é um curso de água que nasce no monte de Magaña, flui transversalmente às cordilheiras da Serra Morena, Espanha, e desagua no rio Guarrizas. Faz parte da bacia hidrográfica do rio Guadalquivir.